# You Gotta Be
You Gotta Be è un singolo della cantante Des'ree scritto insieme ad Ashley Ingram, già membro degli Imagination. Uscito nel 1995, You Gotta Be è arrivato nella TOP 5 della classifica americana Billboard Hot 100 ed ha avuto un enorme successo anche nel Regno Unito. Inoltre You Gotta Be è diventato il video più trasmesso su VH1 dove rimase nella classifica dell'air-play per ben 80 settimane.

## Il singolo
Il singolo è stato successivamente ripubblicato nel 1998, in seguito al trascinante successo di Life e a quello precedente di Kissing You. Nonostante fosse la riedizione di un disco già uscito in commercio, il singolo scalò la classifica, arrivando fino alla posizione numero 14 nel Regno Unito.
In Italia il brano è ricordato più che altro perché scelto come colonna sonora di alcuni spot pubblicitari, fra cui quello della Breil del 1995 e quello della Ford Focus del 1998.

## Il video
L'inizio è una ripresa su sfondo bianco su cui compare l'artista. In alcune riprese si alternano zoomate sul suo volto e piani interi nei quali inizia a sdoppiarsi in tante figure multiple che si muovono in coreografie diverse. L'intero video è stato girato completamente in bianco e nero. Nel 1995 è stato nominato come "Best Female Video" agli MTV Video Music Awards, categoria per cui vinse Take a Bow di Madonna.

## Altre versioni
You Gotta Be è stato reinterpretato da Ethel Ennis sul proprio album dell'1998 If Women Ruled the World, da Patti Austin come contributo all'album del 2003 Church - Songs of Soul and Inspiration, in versione a cappella dal gruppo Decadence nel loro album del 2005 Songs From The Closet, da Natalie Cole per l'album del 2006 Leavin, dalla cantante britannica|giapponese MiChi nell'album del 2008 MiChi Madness, e infine dalla band emo giapponese Nature Living nell'album del 2008 After All.